# Pîrî Reis Üniversitesi
Il Pîrî Reis Üniversitesi è stato un traghetto nave scuola, appartenuto dal 2015 al 2022 all'università turca Pîrî Reis Üniversitesi.

## Servizio
Varato il 12 dicembre 1982 nel cantiere navale di Stettino con il nome di Mazowia per la Polferries, viene tuttavia ceduto durante la costruzione alla Turkish Maritime Lines come parte della liquidazione del debito nazionale che la Polonia aveva nei confronti della Turchia.
Completato, il 10 giugno 1983 viene consegnato alla compagnia turca ed il 1º luglio prende servizio nei collegamenti tra Istanbul e Izmir.
Nello stesso anno viene trasferito nei collegamenti tra Smirne, Antalya e Venezia.
Da giugno a settembre 2003 viene noleggiato alla Sancak Lines ed impiegato nei collegamenti tra Cesme e Brindisi.
Nel novembre del 2004 viene venduto alla Deniz Cruise & Ferry Lines insieme al gemello Samsun e, dopo alcuni lavori di ristrutturazione, il 16 giugno 2006 torna in servizio nei collegamenti tra Istanbul ed Smirne.
Nel 2007 viene trasferito nei collegamenti tra Istanbul, Cesme, Bodrum e Izmir.

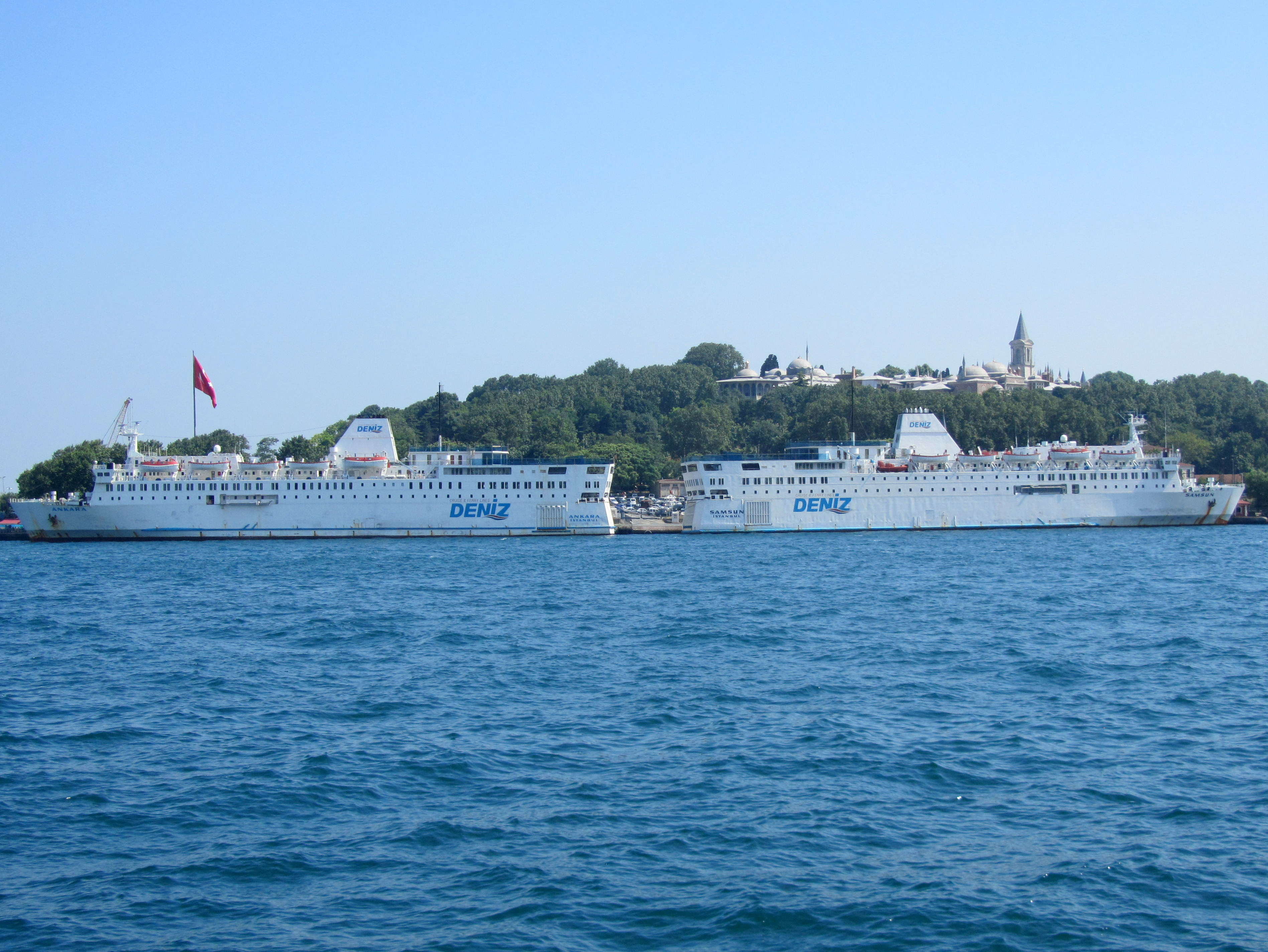
L'Ankara ormeggiato a Istanbul insieme al gemello Samsun nel 2011.

Da fine febbraio a fine aprile del 2011 viene impiegato nell'evacuazuone degli sfollati della guerra civile libica da Bengasi, Tripoli e Misurata alla Turchia e all'Egitto.
Terminato il servizio umanitario viene noleggiato all'Adriatica Traghetti e l'8 luglio salpa da Istanbul per Bari, dove, una volta giunto, prende servizio nei collegamenti tra lo scalo pugliese e Durazzo.
Il 20 ottobre 2011 entra in collisione con la nave Reina I al largo delle coste albanesi. Circa dieci minuti dopo la collisione, l'altra unità coinvolta nell'incidente affondò, portando con sé tre membri dell'equipaggio.
Nel gennaio del 2012 torna ad operare nei collegamenti tra Bari e Durazzo.
Il 7 febbraio 2012 termina il servizio per Adriatica ed il 10 viene disarmato al Pireo.
Il 16 febbraio 2012 viene trasferito a Istanbul.

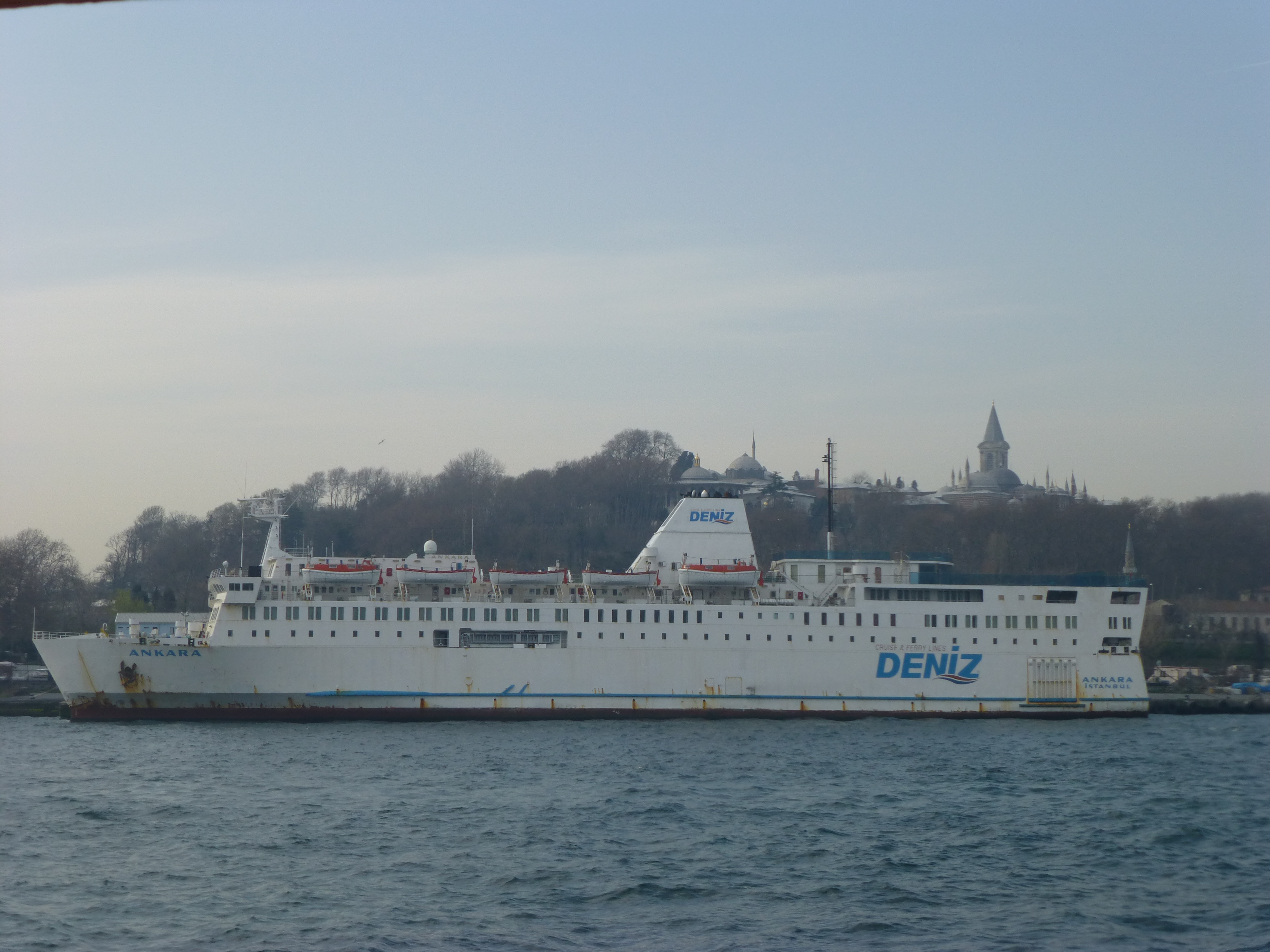
L'Ankara in disarmo a Istanbul nel 2012.

Nel luglio del 2015, dopo circa tre anni di abbandono, viene ceduto all'università turca Pîrî Reis Üniversitesi e, ribattezzato con l'omonimo nome, viene trasformato in nave scuola ed impiegato per attività di ricerca marina.
Il 22 marzo 2022 ne viene annunciata la vendita per demolizione alla società emiratina Last Voyage DMCC e, issata bandiera del Gabon, il 10 aprile salpa da Tuzla per Alang con il nome di Raees, dove giunge il 18 maggio.

## Navi gemelle
- Galaxy
- Dalmatia
- Samsun
- TCG Iskenderun